# Front Revolucionari
El Front Revolucionari (suec: Revolutionära fronten) va ser una xarxa política i militant d'extrema esquerra a Suècia. L'objectiu del Front Revolucionari era transformar la societat mitjançant una revolució i crear un estat socialista. El grup va lluitar contra el feixisme, el racisme, el sexisme i el capitalisme, i va fer-ho per mitjans violents.
El Front Revolucionari va ser fundat el 2002 per Joel Bjurströmer Almgren i altres després dels disturbis de Göteborg del 2001. L'estratègia i les tàctiques de l'organització es van inspirar en el moviment britànic d'Anti-Fascist Action. El 2014, Almgren va ser condemnat a cinc anys de presó per apunyalar un neonazi per l'esquena durant els violents disturbis d'Estocolm del desembre de 2013. El setembre de 2015 l'organització es va dissoldre.